# Henk Dinkelaar
Henk Dinkelaar (Schiedam, 1957) is een Nederlands topfunctionaris, tot augustus 2011 regiodirecteur Benelux en Nordics van Palm, Inc. Hij is vooral bekend als de oprichter van Palm in de Benelux en degene die de allereerste handheldcomputer en de allereerste smartphone in deze regio introduceerde.
Dinkelaar studeerde elektrotechniek en vervulde zijn dienstplicht bij het Korps Mariniers. Hij begon zijn carrière in 1979 als verkoper van fotoapparatuur bij Foka in Rotterdam. Hierna werd hij in 1981 filiaalmanager bij Foto Klein in Oud-Beijerland. In 1986 maakte hij de overstap naar de computerindustrie bij Informa te Rotterdam, waar hij verantwoordelijk werd voor de verkoop van pc's in de regio Zuid-Holland. Na een korte periode bij VCD in Gorinchem stapte hij in 1988 over naar PTM International, waar hij eerst als verkoopmanager EMEA en later als verkoopdirecteur EMEA dit bedrijf uitbouwde tot een internationaal gerenommeerd softwarebedrijf. Het bedrijf werd onder zijn verkoopleiding Europees marktleider op het gebied van automatisering van de woninginrichtingsbranche.
Na een verschil van mening over het te voeren beleid stapte Dinkelaar in 1995 op en startte hij een van de eerste internetbedrijven in Nederland, dat onder de naam Dutch Netshop bekendheid verkreeg. In 1997 verkocht Dinkelaar zijn aandelen.
Begin 1997 werd Dinkelaar door US Robotics gevraagd deel te nemen aan een op te zetten divisie voor een totaal nieuwe productcategorie: handheldcomputers. Hij introduceerde kort hierop de allereerste handhelds in Nederland, de Pilot 1000 en 5000. Deze modellen waren reeds sinds midden 1996 in de VS verkrijgbaar en daar reeds tot een groot succes uitgegroeid. Enkele maanden later introduceerde Dinkelaar de PalmPilot. In 2003 introduceerde hij de Treo 600, de allereerste smartphone op de Benelux- en Scandinavische markt. Deze smartphone wordt gezien als de voorloper van de hedendaagse touch-phones zoals de iPhone en Androidtoestellen.
De Palm-handhelds en -smartphones waren jarenlang de absolute marktleiders maar verloren na 2005 de grip op de markt en bleven qua ontwikkeling achter bij de snel opkomende merken als BlackBerry, HTC en Apple.
US Robotics werd in 1997 overgenomen door 3Com. Op 2 maart 2000 werd Palm, Inc. een zelfstandig bedrijf, waarvan de aandelen werden verhandeld op de NASDAQ. Op 28 april 2010 kondigde Hewlett-Packard aan dat er een overeenkomst was voor de overname van Palm, Inc. voor 1,2 miljard dollar.